# Red Storey
Temple de la renommée : 1967
Roy Alvin Storey, dit Red Storey, (né le 5 mars 1918 - mort le 15 mars 2006) est un joueur canadien de football et arbitre de la Ligue nationale de hockey.
Avant sa carrière d'officiel, Storey fut un athlète d'élite au baseball, à la crosse, au football canadien et même au hockey sur glace. Il a remporté la Coupe Grey à deux reprises au sein des Argonauts de Toronto en 1937 et 1938. En 1938, il avait marqué 3 touchés au 4e quart pour mener les siens à la victoire.
Une importante blessure au genou le força à changer de carrière en 1941 et c'est à ce moment que Storey s'est fait connaître à titre d'arbitre. D'abord au football, métier qu'il a poursuivi jusqu'en 1957 puis au hockey de 1950 à 1959. Il a été d'office a plus de 480 parties de saison régulière au hockey et a participé à 7 séries finale de la Coupe Stanley de suite, de 1952 à 1958.
Il fut intronisé au Temple de la renommée du hockey en 1967 et en 1992, il est membre de l'Ordre du Canada.